# Sanç I de Pamplona
Sanç I de Pamplona o Sanç Garcés (? - Resa, 925) va ser rei de Pamplona entre 905 i 925, va ser el primer monarca de la dinastia Ximena al regne després de la renúncia de Fortuny I. Probablement Sanç havia estat un dels notables més destacats del rei i reuní unes millors condicions per ocupar el govern. El seu regnat marcat per la constant lluita amb els musulmans, algunes derrotes i altres victòries, però que va posar les bases del futur regne de Navarra.

## Orígens familiars
Membre de la família Ximena com a fill de Garcia Ximenes i Dadilda de Pallars. A la mort del rei Garcia I de Pamplona fou nomenat governant de Valdonsella.
Segons Martínez, hi ha prou indicis per pensar que tant ell com la seva família procedien de la comarca de Sangüesa. La dinastia Ximena va ser una família probablement amb una relació molt estreta amb els monarques pamplonesos, fet que va propiciar la seva entronització.

## Ascens al tron
Sanç va ascendir al tron arran de la renúncia de l'anterior monarca Fortuny Garcés el 905, que va abandonar el govern i es va recloure al monestir de Leire.
Es desconeix com van transcórrer exactament els fets, ni tampoc si el 
canvi de monarca i de dinastia es va produir sense l'exercici de la 
violència o si, per contra, va ser decisió de Fortuny, cansat dels 
desastres bèl·lics del seu regnat davant dels musulmans, qui va cedir la
corona a un dels seus més destacats notables. En aquest sentit Sanç 
Garcés va ser possiblement un dels millors homes del rei o bé potser era
un familiar, que en tot cas havia demostrat tenir unes millors 
condicions en termes militars per encarregar-se del regne.
L'abdicació va comptar amb el suport absolut del rei d'Astúries Alfons III i el comte Ramon II de Pallars, que haurien ocupat la ciutat de Pamplona per pressionar a Fortuny a abdicar, així aconseguien un canvi dinàstic amb una nova orientació política, contrària a la relació amb els muladís Banu Qassi de l'Ebre, que ocupaven extenses terres al sud, a La Rioja i Tudela. En qualsevol cas, si hi va haver un episodi de violència o pressió, no va tenir molta força o importància, perquè els descendents coneguts de Fortuny, ràpidament van contraure matrimoni amb familiars del nou rei, de fet Sanç Garcés es va casar amb Toda Aznar, neta de Fortuny, per tal de donar legitimitat al seu ascens; Toda era filla d'Oneca i d'Aznar Sánchez de Larraun, nebot de l'anterior rei.

## Regnat
El nou monarca ben aviat va fer front a les accions militars dels Banu Qassi, i la relació que havien tingut els membres de la dinastia Ènnega amb aquesta família muladí van deixar de tenir importància, i això anà acompanyat de la col·laboració amb els monarques asturians. Sanç I va aturar els diversos atacs i expedicions dels Banu Qassi al territori de Pamplona, i a més va estendre els seus dominis al sud, vers a Estella i el riu Ebre, va prendre el control de poblacions com Monjardín, Cárcar o Calahorra.
El 907 Llop ibn Muhàmmad, antic aliat de Fortuny Garcés va intentar atacar Pamplona però amb resultats nefastos. Poc temps després, Llop va caure en una emboscada preparada per Sanç I de Navarra i fou assassinat. Va ampliar considerablement les fronteres meridionals del regne fins a arribar a terres de La Rioja gràcies a les campanyes victorioses contra els musulmans. Va conquerir Nájera i va establir allà la seva cort, dotant d'una organització definitiva el regne de Pamplona.
Després de dos segles de domini sobre la vall de l'Ebre i Tudela, els Banu Qassi es van veure en franca decadència, com diuen les cròniques àrabs "sobretot d'ençà que Sanç, des de Pamplona, s'atrevia amb ells". L'avenç de Sanç vers La Rioja va contribuir a millorar les relacions amb el rei Ordoni II de Lleó, i incrementar les ofensives a la frontera. Les seves campanyes van ser cada vegada més agosarades i d'èxit, que van obligar a l'emir Abderraman III a dirigir personalment una campanya el 920. Ordoni i Sanç serien completament derrotats a la batalla de Valdejunquera, entre Muez i Salinas de Oro, el 25 de juliol, però l'èxit sarraí no va tenir els resultats esperats. Després de tres anys, Ordoni i Sanç, es va fer, durant la campanya de Viguera, amb el control de La Rioja Alta i estretien més els seus llaços amb el matrimoni d'Ordoni amb Sança, filla de Sanç Garcés. Ambdós monarques tindrien èxit en la campanya de la Muez el 924 van resultar un desastre, però altres victòries van incorporar territoris com les comarques de Berrueza, Deyo i Estella i gran part de la ribera de l'Ebre, i especialment La Rioja el 923, després d'una brillant campanya conjunta de Sanç i Ordoni de Lleó, que va assetjar Nájera, mentre l'exèrcit de Sanç feia la mateixa operació contra Viguera.
L'any 924 Abderramà III va contraatacar i va iniciar una nova campanya que va assolar els territoris de Sanç Garcés, que ara li mancava l'aliança amb Ordoni II, que havia mort recentment. L'emir va arribar fins a Pamplona i la va destruir totalment. L'atac musulmà no va servir, però, per acabar amb l'exèrcit cristià, perquè el monarca pamplonès va evitar una batalla campal en condicions desfavorables per a ells i, per tant, la frontera entre cristians i musulmans no va canviar. De fet, a finals del seu regnat, els seus dominis s'estenien des de Sobrarb fins a Nájera, i la frontera sud arribar fins a Calahorra i Arnedo. Amb això, el rei va obtenir un gran prestigi entre els cristians i el reconeixement de cabdills militars veïns. A més, gràcies a les seves accions, Pamplona va poder aspirar a expandir-se, a diferència de moments anteriors de la qual s'havia vist privada. Mentrestant, vells parents i aliats, els Banu Qassi, van ser definitivament deposats i enviats a Còrdova.Amb Sanç Garcés, especialment, i amb els seus successors es posen les bases del regne de Navarra.
A més de l'aliança amb Lleó i Castella, el rei tenia vincles familiars i polítics a Aragó, Sanç, om a fill de Dadilda de Pallars, germana de Ramon de Pallars i Ribargorça, i era amic de Fortún ibn Muhammad, musulmà d'Osca i d'Amrus al-Tawil. El comtat es reduïa aleshores a un territori muntanyenc i els seus governants estaven sota l'esfera carolíngia. No se sap si la incorporació va ser de forma pacífica o no, però el comte Galí Asnar II va reconèixer la sobirania pamplonesa sobre el comtat d'Aragó. El 922 Sanç i el comte van escenificar la nova arquitectura del poder a l'Aragó celebrant junts amb els bisbes de Pamplona i Aragó una cerimònia per la qual donaven al monestir de San Pedro de Siresa els drets sobre la vall d'Hecho. Poc després, la filla de Galí, Andregot, es va casar amb l'hereu pamplonès. Durant el seu regnat es va començar a encunyar moneda, sent el primer regne cristià que ho feu. Així mateix es va introduir el sistema de tinences de la terra, sistema que perdurarà fins a principis del segle xiii a Navarra i Aragó.

## Successió
A la seva mort, el 925, deixava un únic fill, Garcia Sanxes, de set anys. Va ser aleshores quan els barons de Pamplona van nomenar al germà del difunt, Jimeno Garcés (925-931), al que la documentació de l'època se li assignava tant el títol de rei com el de tutor del fill del difunt monarca. A la mort d'aquest, Garcia seria assistit per la seva mare i regiria el regne.

## Núpcies i descendents
Es casà amb Toda de Navarra, neta de Fortuny Garcés. D'aquesta unió nasqueren:
- Sança de Pamplona (900-959), casada el 923 amb Ordoni II de Lleó i vers el 932 amb Ferran González
- Urraca de Pamplona (?-956), casada vers el 932 amb Ramir II de Lleó i el 959 amb el seu cunyat Ferran González
- Ònnega de Pamplona (?-931), casada el 923 amb Alfons IV de Lleó
- Garcia II Sanxes I de Navarra (919-970), rei de Navarra
- Belasquita de Pamplona, casada el 930 amb Galí de Pallars
- Órbita de Pamplona

Sanç I tingué una filla il·legítima, amb Raimunda, una serventa:
- Lloba de Pamplona, casada amb Donat III Llop de Bigorra

El rei Sanç I Garcés va morir prop de Resa, a la vora del riu Ebre, el 10 de desembre de l'any 925.